# الدن (وصاب العالي)
الدن، المعروفة تاريخيًا باسم حصن نعمان، هي مركز مديرية وصاب العالي بمحافظة ذمار، اليمن.